# Toninho Horta
Toninho Horta, geboren als Antônio Maurício Horta de Melo (Belo Horizonte, 2 december 1948), is een Braziliaanse jazzgitarist en componist op het gebied van Música Popular Brasileira.

## Biografie
Horta werd geboren in het dorp Floresta en groeide op in Belo Horizonte, waar hij Nivaldo Ornelas, Milton Nascimento, Wagner Tiso en verdere muzikanten van Clube da Esquina ontmoette. In 1970 begeleidde hij Elis Regina en Tom Jobim in hun show Tom & Elis in Rio de Janeiro. In de daaropvolgende jaren trad hij op als begeleider van Milton Nascimento, Gal Costa, Nana Caymmi, Joyce, Edu Lobo, Maria Bethânia en Dori Caymmi om in 1973 zijn debuutalbum op te nemen. In 1976 werkte hij met Hermeto Pascoal (Viajando Com O Som (The Lost ’76 Vice-Versa Studio Session)). In 1985 presenteerde hij zich tijdens het Free Jazz Festival in São Paulo met Toots Thielemans en Bobby McFerrin. 
Horta verhuisde in 1992 naar de Verenigde Staten en toerde tijdens de opvolgende jaren met Marisa Monte en Caetano Veloso in Europa. In 1994 trad hij op met Philip Catherine tijdens het Martinique Guitarre Festival. In 1995 toerde hij in Japan met Herbie Hancock, Pat Metheny en Keith Jarrett. Horta speelt ook regelmatig met Ronnie Cuber. In 2014 trad hij samen met Cuber op met de WDR Big Band Keulen.
Hortas bekendste composities zijn Diana (met Fernando Brant), O Céu De Brasília (met Brant), Durango Kid (met Brant), Dona Olímpia (met Ronaldo Bastos), Beijo Partido, Manuel, O Audaz (met Fernando Brant), Pedra da Lua (ook als Moonstone) en Manuel o Audaz (en Eternal Youth). Pat Metheny werd sterk beïnvloed door Horta, die eens zijn leraar was.

## Discografie
- 1973: Beto Guedes, Danilo Caymmi, Novelli e Toninho Horta (EMI-Odeon)
- 1980: Terra dos Pássaros (Independente)
- 1980: Toninho Horta (EMI-Odeon)
- 1988: Diamond Land (Polygram/Verve Forecast)
- 1989: Nelson Ayres, Márcio Montarroyos, Nivaldo Ornelas & Toninho Horta Concerto Planeta Terra (Independente)
- 1989: Toninho Horta & Flavio Venturini No Circo Voador (Dubas/WEA)
- 1989: Moonstone (Polygram/Verve Forecast)
- 1992: Once I Loved (Polygram/Verve Forecast)
- 1993: Durango Kid, Part I (Big World Music)
- 1994: Live in Moskow (B & W)
- 1994: Foot on the Road (Polydor K.K. Japan)
- 1994: Toninho Horta & Carlos Fernando (Dubas/Warner)
- 1995: Durango Kid 2 (Big World Music)
- 1995: Toninho Horta & Joyce (Shinsei-Do)
- 1997: Serenade (TruSpace/Aqui-Oh)
- 1998: From Ton to Tom (De Ton Para Tom) – A Tribute to Tom Jobim (Videoarts)
- 1999: Toninho Horta & Nicola Stilo Duets (Millesuoni/RCA)
- 2000: Toninho Horta, Juarez Moreira, Chiquito Braga Quadros Modernos (Independent)
- 2004: Com o Pé no Forró (Minas)
- 2007: Solo ao Vivo (Minas)
- 2007: Toninho in Vienna (PAO)
- 2007: Cape Horn with Arismar do Espírito Santo (Porto das Canoas)
- 2008: Toninho Horta, Tom Lellis Tonight (Adventure)
- 2008: To Jobim with Love (Resonance Records)
- 2010: Harmonia e Vozes (Minas)

- Gemeinsame Normdatei: 134911997
- International Standard Name Identifier: 0000 0000 5514 036X
- Library of Congress Control Number: nr95004759
- MusicBrainz: 06ae0d83-fb18-4384-926f-60fe63d8260a
- Nationale Bibliotheek van Israël: 987007334878105171
- Virtual International Authority File: 34646817
- WorldCat: E39PBJjdh3tMPcvdjHPB4mrKBP